# Emilian Radomiński

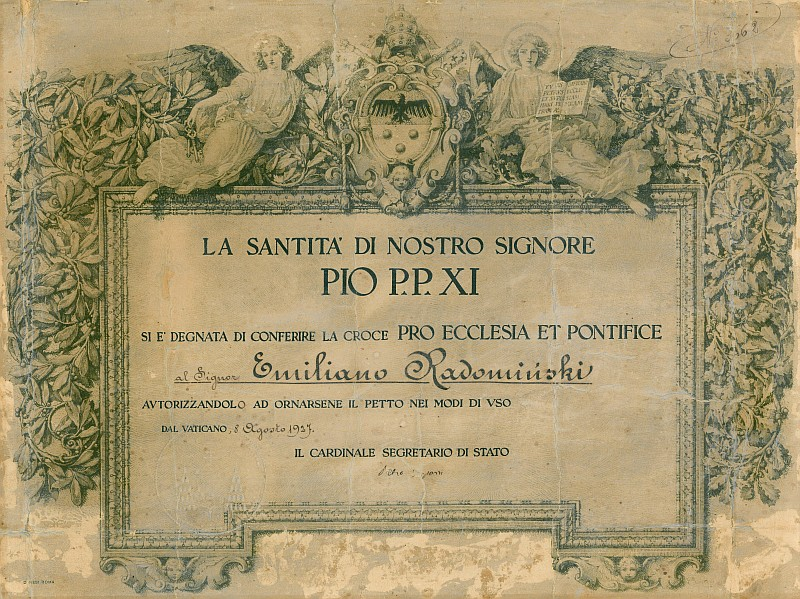
Pismo przyznające odznaczenie Pro Ecclesia et Pontifice dla E.Radomińskiego

Emilian Radomiński (ur. 18 stycznia 1850 w Białej Podlaskiej, zm. 6 sierpnia 1927 tamże) – polski działacz niepodległościowy i powstaniec styczniowy.

## Życiorys
Wraz z ojcem Jakubem Radomińskim, brał udział w powstaniu styczniowym 1863 roku. Za działalność przeciwko caratowi i walce przeciwko wprowadzeniu prawosławia – był prześladowany i więziony w Cytadeli Warszawskiej. Zesłany na Syberię, gdzie spędził na katordze sześć lat.
W okresie zaboru rosyjskiego, wraz z jednym z mieszkańców Białej Podlaskiej, w cerkwi unickiej w Białej Podlaskiej pod posadzką, ukrył trumnę ze szczątkami błogosławionego Jozafata Kuncewicza (był patronem powstańców styczniowych). Szczątki te były usilnie poszukiwane przez Rosjan, którzy nie chcieli dopuścić do kanonizacji błogosławionego Jozafata. Mimo to doszło do niej 29 czerwca 1867. W roku 1915 Emilian wskazał miejsce gdzie ukryto trumnę. Ostatecznie 10 lipca 1915 roku szczątki Jozafata, już w nowej trumnie, przeniesiono do kościoła św. Antoniego, a następnie w procesyjnej asyście, drogocenne relikwie przewieziono na dworzec i przez Warszawę do Wiednia.
W 1927 został uhonorowany przez papieża Piusa XI specjalnym pismem i medalem Pro Ecclesia et Pontifice.
W tym samym roku został odznaczony Złotym Krzyżem Zasługi przez prezydenta RP Ignacego Mościckiego „Za zasługi dla Państwa Polskiego położone w obronie wiary i tradycji polskiej”.
Zmarł 6 sierpnia 1927 i został pochowany w Białej Podlaskiej.
Jego praprawnukiem jest Marian Szołucha.